# Uomo di pezza
Uomo di pezza è il terzo album in studio del gruppo rock progressivo italiano Le Orme uscito nel 1972. L'album è presente nella classifica dei 100 dischi italiani più belli di sempre secondo Rolling Stone Italia alla posizione numero 51.

## Storia
Il gruppo fu il primo in Italia a impiegare un sintetizzatore. Come il precedente album, questo è assai ricco di lunghe sezioni strumentali, dal suono spesso ruvido e talvolta violento ma eseguite con cura. Il disco si apre con l'introduzione alla ciaccona della Partita n. 2 in re minore BWV 1004 di Johann Sebastian Bach, suonata insieme a Gian Piero Reverberi al piano.

Il titolo di questo album, Uomo di pezza, deriva dai versi finali del singolo di lancio del disco, Gioco di bimba:
Un grido al mattino in mezzo alla strada,
un uomo di pezza invoca il suo sarto,
con voce smarrita per sempre ripete:
"Io non volevo svegliarla così!"
Nonostante manchi una trama che unisca le vicende descritte nei vari pezzi, si tratta di un concept album su sette donne raccontate attraverso sei tracce cantate ed una interamente strumentale; potrebbe essere altresì invece un intero racconto basato su un unico personaggio femminile. 
Come già accennato prima, dall'album fu estratto il 45 giri Gioco di bimba, senza dubbio uno dei più popolari in tutta la carriera del gruppo.  Il brano è la colonna sonora della miniserie Il mostro di Firenze prodotta da Fox Crime nel 2009.
Nel 2015 BTF ripubblica il disco in tiratura limitata in vinile blu con copertina e etichetta uguali all'edizione originale.

## Tracce
Tutti i brani di Pagliuca-Tagliapietra-Reverberi

### Lato A
1. Una dolcezza nuova  - 5:31
2. Gioco di bimba   - 2:56
3. La porta chiusa  - 7:32

### Lato B
1. Breve immagine  - 2:45
2. Figure di cartone  - 3:51
3. Aspettando l'alba  - 4:45
4. Alienazione  - 4:44

## Singoli
- Gioco di bimba/Figure di cartone, Philips

## Formazione
- Aldo Tagliapietra – voce, basso, chitarra elettrica, chitarra acustica a 12 corde
- Tony Pagliuca – organo, sintetizzatore, pianoforte, clavicembalo elettrico, Mellotron, celeste
- Michi Dei Rossi – batteria, campane, percussioni

Con
- Gian Piero Reverberi – pianoforte in Una dolcezza nuova